# Publio Cornelio
Publio Cornelio (fl. IV secolo a.C.) è stato un politico romano.

## Primo Tribunato consolare
Nel 389 a.C. fu eletto tribuno consolare con Lucio Valerio Publicola, Lucio Verginio Tricosto, Aulo Manlio Capitolino, Lucio Emilio Mamercino e Lucio Postumio Albino Regillense.
Durante il tribunato i romani, condotti da Marco Furio Camillo, nominato dittatore per la terza volta, sconfissero i Volsci, che firmarono la resa dopo 70 anni di combattimenti, gli Equi e gli Etruschi, che avevano assediato la città alleata di Sutri.

## Secondo tribunato consolare
Nel 385 a.C. fu eletto tribuno consolare con Tito Quinzio Cincinnato Capitolino, Lucio Quinzio Cincinnato Capitolino, Aulo Manlio Capitolino, Lucio Papirio Cursore e Gneo Sergio Fidenate Cosso.
Durante l'anno il Senato nominò Aulo Cornelio Cosso dittatore, per far fronte all'ennesima minaccia portata a Roma dai Volsci e ai possibili disordini interni, dovuti alle richieste della plebe, portate avanti da Marco Manlio Capitolino.